# 양구읍
양구읍(楊口邑)은 대한민국 강원특별자치도 양구군 군내 행정·교통·산업의 중심지이다. 인제·화천과 더불어 목재·벌꿀·버섯·약초 등의 산지이다. 한국전쟁 이후 수복되었고, 군사상 요지로 군인이 많이 있다.

## 개요
양구읍의 동쪽은 동면과 남면, 남쪽은 춘천시 북산면, 서쪽은 화천군 간동면, 북쪽은 방산면에 닿아 있다.
본래 양구현의 소재지였으며, 현내면(縣內面)이라 부르다가 조선 고종 32년(1895) 지방관제 개정에 의하여 양구현이 군으로 됨에 따라, 군내면(郡內面)이 되어 상리(上里), 중리(中里), 하리(下里), 함춘(含春), 동수(東水), 고대(高垈), 대동(大同), 한전(閑田), 죽곡(竹谷), 송청(松淸), 정림(井林)의 10개 리를 관할하였다.
1914년 서면의 안대(安垈), 이동(泥洞), 학조(鶴鳥), 공동(恭洞), 석현(石峴), 웅진(雄津), 용호(龍湖), 수인(水仁)의 8개 리를 병합하여 다시 군내면이라 하여 19개 리로 개편하였다.
1917년 군의 이름을 따서 양구면으로 고쳤다.
1945년 38도선이 생김에 따라, 공산치하에 들어갔다가, 1950년에 수복되고, 1962년 11월 21일에 북면의 공수(公須), 도사(都沙), 군량(軍糧), 월명(月明), 상무룡(上舞龍)의 5개 리를 편입하여 현재 중리, 상리, 송청, 수인, 웅진, 석현, 학조, 안대, 한전, 공리, 이리, 정림, 죽곡, 하리, 고대, 동수, 월명, 도사, 공수, 군량, 상무룡의 21개 리가 되었다.

## 행정 구역
| 법정리   | 한자명   | 행정리                                                 | 비고            |
| -------- | -------- | ------------------------------------------------------ | --------------- |
| 고대리   | 高垈里   | 고대리                                                 |                 |
| 공리     | 恭里     | 공리                                                   |                 |
| 공수리   | 公須里   | 공수리                                                 |                 |
| 군량리   | 軍糧里   | 군량리                                                 |                 |
| 도사리   | 都沙里   | 도사리                                                 |                 |
| 동수리   | 東水里   | 동수리                                                 |                 |
| 상리     | 上里     | 상1리, 상2리, 상3리, 상4리, 상5리, 상6리, 상7리, 상8리 | 읍사무소 소재지 |
| 상무룡리 | 上無龍里 | 상무룡1리, 상무룡2리                                   |                 |
| 석현리   | 石峴里   | 석현리                                                 |                 |
| 송청리   | 松靑里   | 송청1리, 송청2리, 송청3리, 송청4리                     |                 |
| 수인리   | 水仁里   | 수인리                                                 |                 |
| 안대리   | 安垈里   | 안대리                                                 |                 |
| 웅진리   | 雄津里   | 웅진리                                                 |                 |
| 월명리   | 月明里   | 월명리                                                 |                 |
| 이리     | 泥里     | 이리                                                   |                 |
| 정림리   | 井林里   | 박수근마을리, 정림2리, 정림3리                         |                 |
| 죽곡리   | 竹谷里   | 죽곡리                                                 |                 |
| 중리     | 中里     | 중1리, 중2리                                           |                 |
| 하리     | 下里     | 하1리, 하2리, 하3리, 하4리                             |                 |
| 학조리   | 鶴鳥里   | 학조리                                                 |                 |
| 한전리   | 閑田里   | 한전리                                                 |                 |

## 교육
- 양구초등학교 (상리)
  - 월명분교 (폐교) - 양구읍 파라호로2번길 25-7 (월명리)
- 비봉초등학교 (하리)
  - 군량분교 (폐교) - 양구읍 성곡로 849 (군량리)
  - 상무룡분교 (폐교) - 양구읍 상무룡리 653-1
- 한전초등학교 (한전리)
- 양구석천중학교
- 양구중학교
- 양구여자고등학교
- 양구고등학교
- 강원외국어고등학교